# Nekemte
Nekemte (auch Nek'emte, Lekemt) ist eine Stadt in der Region Oromiyaa in Äthiopien, 220 km westlich von Addis Abeba gelegen.
Bis 1994 war sie die Hauptstadt der damaligen Provinz Wolega. Für das Jahr 2006 wurde eine Einwohnerzahl von 80.685 angegeben. Der Ort liegt in 2088 m Höhe. In der Stadt befindet sich ein Museum über die Wollega-Oroma-Kultur.
Es befinden sich einige spektakuläre Wasserfälle im Umland von Nekemte.